# Yang Mi
Yang Mi (xinès simplificat: 杨幂, pinyin: Yáng Mì; Beijing, 12 de setembre de 1986) és una actriu i cantant xinesa. Yang va fer el seu debut com a actor a la sèrie històrica de televisió Tang Ming Huang, i més tard va rebre reconeixement pels seus papers principals en diverses sèries de televisió com Wang Zhaojun (2007), Chinese Paladin 3 (2009), Palace 1 (2011), així com pel·lícules Mysterious Island (2011), Beijing Love Story (2012), Swords of Legends (2014), The Interpreter (2016), Eternal Love (2017), Legend of Fuyao (2018), Novoland: Pearl Eclipse (2021), She and Her Perfect Husband (2022) i Fox Spirit Matchmaker (2024).
Yang va ser escollida pel Southern Metropolis Daily com una de les noves actrius Quatre Dan.

## Biografia
Yang Mi va nàixer al districte de Xuanwu, Beijing, filla d'un oficial de policia i una mestressa de casa. Se li va donar el nom "幂" (exponenciació) perquè els seus pares tenen tots dos el mateix cognom, Yang. Es va graduar a la desapareguda escola primària experimental de Beijing Xuanwu. Yang també és graduat a l'Institut de performance de l'Acadèmia de Cinema de Beijing.

## Carrera

### Inicis
El 1990, amb quatre anys, Yang va fer el seu debut com a actriu a la sèrie de televisió històrica Tang Ming Huang dirigida per Chen Jialin, interpretant el paper de la jove princesa Xianning. També va tenir un paper menor a King of Beggars (1992), protagonitzada per Stephen Chow com a personatge principal. Dos anys més tard, va protagonitzar la sèrie de televisió Hou Wa, on la seua interpretació va deixar una profunda impressió en el productor.
El 2001, Yang va reprendre la seua carrera en el negoci de l'entreteniment treballant com a model de publicitat. El 2002, Yang va signar un contracte amb l'agència de Li Shaohong, Rosat Entertainment, i a l'any següent va rebre el seu primer guió i va fer el seu debut oficial com a actriu a The Story of a Noble Family.

### 2006–2010: popularitat creixent
A finals dels anys 2000, Yang va començar a guanyar atenció i popularitat amb els seus papers com Nie Xiaoqian al llegendari drama Strange Tales of Liaozhai (2005), i Guo Xiang a la sèrie wuxia The Return of the Condor Heroes (2006). El 2007, Yang va interpretar el paper principal , Wang Zhaojun, a la sèrie de televisió homònima, que es va emetre aquell any per CCTV. Va rebre crítiques positives per la seva actuació i va ser nominada al premi a la millor actriu al premi Golden Eagle de la televisió xinesa.
El 2009, Yang va protagonitzar el drama d'acció fantàstic Chinese Paladin 3, interpretant dos personatges diferents; Tang Xuejian i Xiyao. La sèrie va ser un gran èxit a la Xina i Yang va experimentar un augment de popularitat.
El 2010, Yang va protagonitzar l'adaptació de Li Shaohong de la novel·la clàssica The Dream of Red Mansions, i va rebre crítiques positives per la seua interpretació de Qingwen. El mateix any, va protagonitzar la sèrie històrica de gran pressupost Beauty's Rival in Palace, guanyant elogis pel seu paper d'assassina freda.

### 2011–2016: Èxit mainstream
El 2011, Yang va assolir la fama generalitzada amb el paper de protagonista, la viatgera del temps a l'exitós drama romàntic històric, Palace (2011). Va ser votada com l'actriu més popular al 17 Festival de Televisió de Shanghai. El tema principal de la sèrie, cantat per Yang,  també va ser un èxit i va guanyar el premi a millor cançó temàtica (OST) als 6 premis Huading. El mateix any, va protagonitzar la pel·lícula de terror Mysterious Island, que va recaptar més de 70 milions de iuans a la taquilla i es va convertir en la pel·lícula de terror més reeixida a la Xina.
Mei Ah Entertainment va anunciar que produiria quatre pel·lícules (Wu Dang, la princesa xinesa Turandot, Windseeker i Butterfly Cemetery) fetes a mida per a Yang, amb una inversió total de 300 milions de iuans per a les quatre pel·lícules. La decisió fou motivada a causa de l'èxit de taquilla de Mysterious Island. Tanmateix, les pel·lícules no van estar a l'altura de l'èxit de Mysterious Island, i Yang va ser nomenada actriu més decebedora als Golden Broom Awards per la seua actuació a Wu Dang.
El 2012, Yang va protagonitzar Beijing Love Story, un drama romàntic modern dirigit per Chen Sicheng; on interpretava a una orgullosa caçadora de fortunes. La sèrie va ser un èxit i Yang va guanyar el premi a l'actriu més popular a la IX edició dels China TV Golden Eagle Award. El mateix any va protagonitzar Painted Skin: The Resurrection, una seqüela de la pel·lícula fantàstica de 2008 de Gordon Chan, Painted Skin.
Aleshores es va anunciar que Yang interpretaria a la protagonista principal, Lin Xiao, a la sèrie de pel·lícules Tiny Times, basada en la novel·la homònima i best-seller de Guo Jingming. Les dos primeres entregues de la pel·lícula es van estrenar el 2013, i les posteriors es van estrenar el 2014 i el 2015. Tot i rebre crítiques negatives, Tiny Times tingué un èxit aclaparador a taquilla. També el 2013, Yang va assumir el paper de productora de televisió per primera vegada amb la sèrie web V Love.
El 2014, Yang va protagonitzar la comèdia The Breakup Guru, dirigida per Deng Chao. La pel·lícula va recaptar 180 milions de iuans a la seva primera setmana i va acabar sent una de les pel·lícules més taquilleras de la Xina aquell any. Després va protagonitzar el drama d'acció fantàstic Swords of Legends com la protagonista femenina, Feng Qingxue. El drama va ser un èxit comercial, va superar les audiències de televisió i es va convertir en el drama xinés més vist en línia en aquell moment.
El 2015, Yang va protagonitzar pel·lícules romàntiques You Are My Sunshine amb Huang Xiaoming i Fall in Love Like a Star amb Li Yifeng. També va desafiar el paper d'una xica cega a The Witness, adaptació del thriller sud-coreà Blind.
El 2016, Yang va protagonitzar el drama modern The Interpreter, que es va estrenar a Hunan TV. La sèrie tingué un gran èxit, i es va convertir en el drama més ben valorat del 2016. També va aparèixer a la pel·lícula d'animació fantàstica LORD: Legend of Ravaging Dynasties, dirigida pel director de Tiny Times, Guo Jingming.

### 2017-present: èxit de crítica

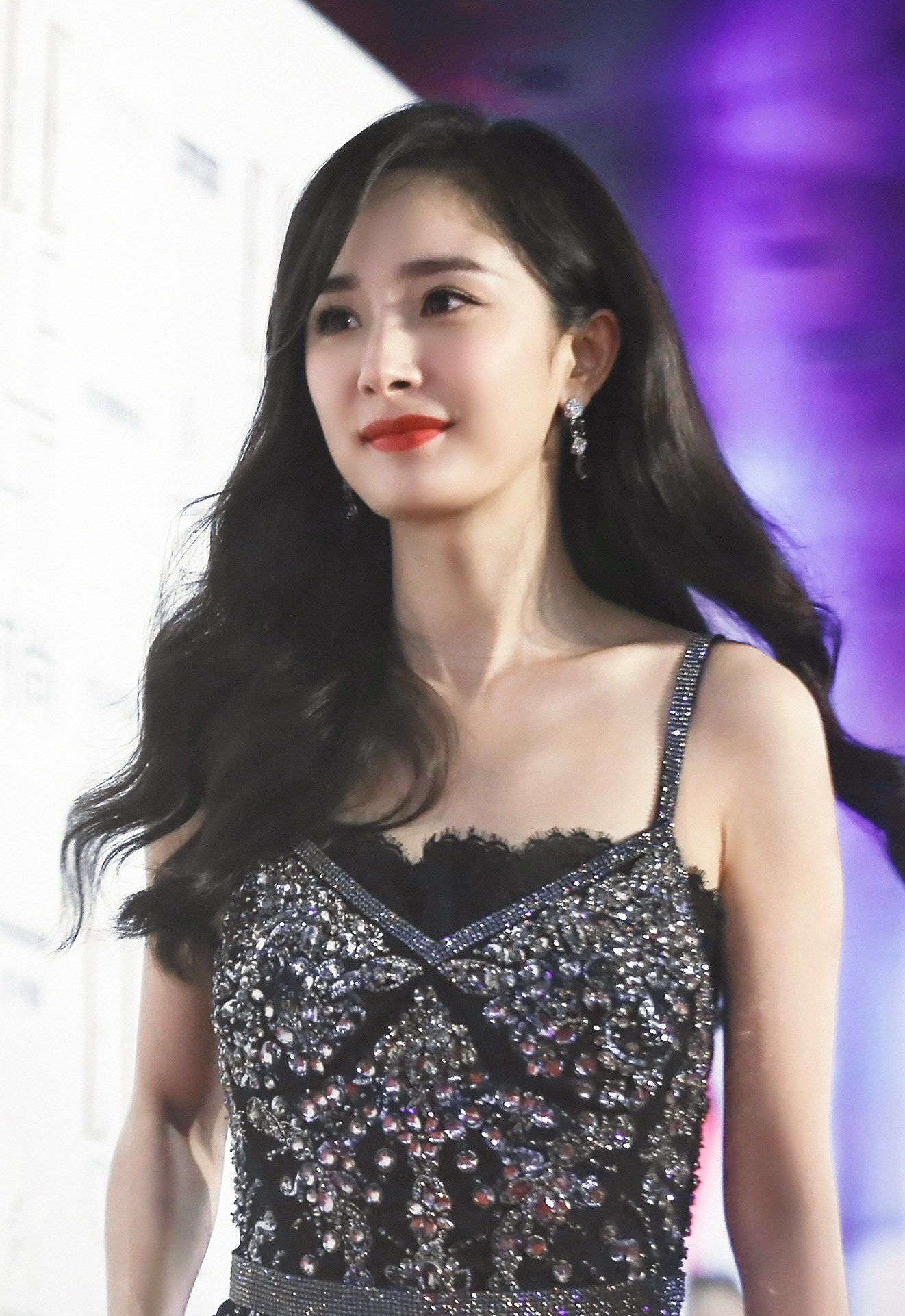
Yang Mi, el 2019.

El 2017, Yang va protagonitzar Eternal Love, adaptació de la novel·la xianxia Three Lives Three Worlds, Ten Miles of Peach Blossoms de Tang Qi Gong Zi. El drama fantàstic i romàntic va ser un gran èxit tant a nivell local com internacional i Yang va rebre elogis per la seua interpretació. Després va protagonitzar el thriller de ciència-ficció Reset, produït per Jackie Chan, obtenint el premi a millor actriu al 50 Festival Internacional de Cinema del WorldFest-Houston. Yang va protagonitzar la pel·lícula wuxia Brotherhood of Blades II: The Infernal Battlefield, juntament amb Chang Chen. Va ocupar el tercer lloc a la llista Forbes China Celebrity 100 de l'any, la seua classificació més alta.
El 2018, Yang va protagonitzar Negotiator, un drama modern de treball que tracta sobre la professió dels negociadors. En acabant, protagonitzà el drama d'aventures i fantasia Legend of Fuyao. Yang va tornar a la gran pantalla amb Baby dirigida per Liu Jie, una pel·lícula que narra la història d'una dona que va ser abandonada pels seus pares a causa de greus defectes de naixement, i la seua batalla com a adulta per intentar salvar un nadó en la mateixa situació. Va rebre crítiques positives per la seua representació d'una dona de classe treballadora fràgil i acosada, envellida prematurament per la mala salut i la pobresa. El mateix any, va participar en la pel·lícula de suspens fantàstic Assassin in Red, dirigida per Lu Yang; on ella faria el paper d'antagonista.
El 2019, Yang va protagonitzar el drama d'època The Great Craftsman. També tingué un paper al drama de ciberseguretat Storm Eye com a agent de policia; així com al drama mèdic Thank You Doctor, com a cirurgiana.
El 2020, Yang formà part de l'elenc del drama històric de fantasia Novoland: Pearl Eclipse.

## Vida personal
Des del 2014, Yang ha establert la seua pròpia agència, Jay Walk Studio en col·laboració amb H&R Century Pictures.
A principis del 2012, Yang va revelar la seva relació amb l'actor i cantant de Hong Kong Hawick Lau a través del seu compte de Weibo. El novembre de 2013, van anunciar el seu compromís. Yang i Lau es van casar a Bali, Indonèsia, el 8 de gener de 2014.
L'1 de juny de 2014, va donar a llum la seua filla a l'Hospital Adventista de Hong Kong.
El 22 de desembre de 2018, Yang i Lau van anunciar el seu divorci en una declaració conjunta.